# Pando (Cervantes)
Pando (llamada oficialmente Santa María do Pando) es una parroquia y una aldea despoblada española del municipio de Cervantes, en la provincia de Lugo, Galicia.

## Organización territorial
La parroquia está formada por tres entidades de población:

### Entidades de población
Entidades de población que forman parte de la parroquia:
- Poso
- Pradela

### Despoblado
Despoblado que forma parte de la parroquia:
- O Pando

## Demografía

### Parroquia
| Gráfica de evolución demográfica de Pando (parroquia) entre 2000 y 2019 |
|                                                                         |
| Datos según el nomenclátor publicado por el INE.                        |